# میشله رایان
میشله کلر رایان (به انگلیسی: Michelle Claire Ryan) (زاده ۲۲ آوریل ۱۹۸۴) بازیگر اهل انگلستان است.

## بخشی از فیلمشناسی
از فیلم‌ها یا برنامه‌های تلویزیونی که وی در آن نقش داشته‌است می‌توان به آثار زیر اشاره کرد.
- مارپل آگاتا کریستی (۲۰۰۶)
- زن بیونیک (۲۰۰۷)
- مرلین (۲۰۰۸)
- دکتر هو (۲۰۰۹)
- امور پنهانی (۲۰۱۳)
- بازپرداخت (۲۰۰۶)
- من کندی می‌خوام (۲۰۰۷)
- تلنگر (۲۰۰۸)
- دختر وارد یک بار می‌شود (۲۰۱۱)
- آشپزی از صمیم قلب (۲۰۱۱)
- آندرون (۲۰۱۶)